# Phaenochitonia eanides
Phaenochitonia eanides är en fjärilsart som beskrevs av Hans Ferdinand Emil Julius Stichel 1929. Phaenochitonia eanides ingår i släktet Phaenochitonia och familjen Riodinidae. Inga underarter finns listade i Catalogue of Life.